# Heinrich Wilhelm Ludolf
Heinrich Wilhelm Ludolf  (* 20. Dezember 1655 in Erfurt; † 25. Januar 1712 in England) war ein deutscher Gelehrter. Er schrieb die erste Grammatik der russischen Volkssprache, die Grammatica Russica.

## Leben
Heinrich Wilhelm Ludolf wurde am 20. Dezember 1655 in Erfurt geboren. Er stammte aus einer einflussreichen Bürgerfamilie, die, seitdem seinem Großvater der Aufstieg in den Stadtrat gelungen war, zum Vollpatriziat zählte. Sein Bruder Georg Melchior Ludolf (1667–1740) war Jurist und Autor. Heinrich Wilhelm besuchte das Erfurter Ratsgymnasium und immatrikulierte sich dann an der Universität Jena, wo er sich vor allem mit Mathematik und Theologie befasste. Sein Onkel Hiob Ludolf, der als Begründer der deutschen Orientalistik gilt, gab ihm Unterricht in orientalischen Sprachen, vor allem Hebräisch und Arabisch. Außerdem beherrschte Heinrich Wilhelm Ludolf Englisch, Französisch, Latein, Italienisch, Alt- und Neugriechisch, Türkisch und Äthiopisch. In Hiob Ludolfs Haus lernte er auch Spener kennen, der ihn mit dem Pietismus vertraut machte.
Ludolf erhielt unter dem dänischen Gesandten Christian von Lenthe eine Anstellung im diplomatischen Dienst; später wurde er Sekretär des Prinzen Georg von Dänemark, dem späteren Herzog von Cumberland. Aus gesundheitlichen Gründen setzte er sich zur Ruhe und ließ sich endgültig in England nieder. Er erhielt eine Pension von 500 Talern im Jahr und blieb weiterhin in englischen Diensten.
Im Frühjahr 1692 erhielt Ludolf geheime Anweisung, nach Russland zu fahren, vermutlich mit einem handelspolitischen diplomatischen Auftrag. So reiste er, ohne sich von seinen Freunden zu verabschieden, über Hamburg, wo er seine Instruktionen entgegennahm, nach Lübeck, und segelte von dort aus nach Reval. Anfang November schrieb er an Freunde aus Narva, wo er wochenlang an der Einreise nach Russland gehindert wurde, da Zar Peter I. schwer erkrankt war und im Falle seines Todes mit fremdenfeindlichen Ausschreitungen gerechnet wurde. Diese Zeit nutzte Ludolf, um Russisch zu lernen. Im Januar 1693 konnte er seine Reise fortsetzen.
Der weitere Reiseverlauf ist unklar und lässt sich nur anhand späterer Korrespondenzen Ludolfs und sprachwissenschaftlicher Untersuchungen rekonstruieren. Er war sicherlich in Moskau, da er dort später viele Freunde hatte, sowie in Sankt Petersburg, wo er unter anderem mit Peter I. persönlich bekannt wurde. Ansonsten hielt er sich vermutlich vor allem in Belarus und in der Gegend von Nowgorod auf.
Im Juni 1694 kehrte Ludolf nach England zurück und begann mit der Arbeit an seiner russischen Grammatik, der Grammatica Russica, die als erste Grammatik der russischen Volkssprache überhaupt gilt.
Im Januar 1698 erschien er in Halle bei August Hermann Francke, unmittelbar aus Holland, wo er an den Friedensverhandlungen in Rijswijk teilgenommen hatte. Vier Monate lang leitete er in Franckes Institut einen russischen Sprachkurs, an dem auch Francke selbst teilnahm, der Ludolf von da an Briefe auf Russisch schrieb.
Spätere Reisen führten ihn nach Konstantinopel, Jerusalem und Kairo, wo er sich um die Vereinigung der christlichen Kirchen und die Errichtung einer Weltkirche bemühte, jedoch nicht wieder nach Russland. Er behielt seinen Wohnsitz in England und starb dort am 25. Januar 1712.

## DieGrammatica Russica
Ludolf schrieb seine Grammatik in der damaligen Wissenschaftssprache Latein. Sie hat den Titel Henrici Wilhelmi Ludolf Grammatica Russica quæ continet non tantum præcipua fundamenta russicæ linguæ, Verum etiam ma-nuductionem quandam ad grammaticam slavonicam mit dem Zusatz Additi sunt in forma dialogorum modi loquendi communiores, Germanice æque ac latine explicati, in gratiam eorum qui linguam Latinam ignorant. Una cum brevi vocabulario rerum naturalium. Es geht Ludolf also nicht nur um eine sprachwissenschaftliche Analyse des Russischen, sondern vielmehr um ein praktisches Handbuch nicht nur zum Erlernen der Sprache, und auch um eine weiterreichende Einführung für diejenigen, die in (geschäftlichen) Kontakt zu Russland treten.
Vor Ludolf gab es keinerlei Untersuchungen der russischen Sprache, auf die er sich bei seiner Arbeit hätte stützen können. Ein gewisses Vorbild waren ihm allenfalls die sehr weit verbreiteten kirchenslavischen Grammatiken, beispielsweise bei der Einteilung der Deklination der Substantive. Ludolf nimmt jedoch viele Vereinfachungen und Umstrukturierungen vor, um dem Russischen besser gerecht zu werden.
Im Vorwort stellt Ludolf zum einen die Bedeutung des Russischen als Handelssprache im ganzen Russischen Reich fest; zum anderen weist er auf die große Verbreitung und Bedeutung des Kirchenslavischen in vielen Bereichen (v. a. Kirche, Wissenschaft und Literatur) hin. Ludolf charakterisiert den Sprachzustand in Russland de facto als Diglossie, indem er behauptet: „Loquendum est Russice et scribendum est Slavonice“ (Gesprochen wird Russisch und geschrieben wird Slawisch). Aus diesem Grund stellt Ludolf der eigentlichen Grammatik einen weiteren Abschnitt voran, in dem er die wichtigsten Unterschiede zwischen dem Russischen und dem Kirchenslavischen beschreibt.
Der eigentlich grammatikalische Teil umfasst nur etwa die Hälfte des ganzen Buchs. Er beginnt mit einer kurzen Einführung in Schrift und Aussprache des Russischen. Hier geht Ludolf nur auf die Laute ein, die deutschen Lesern die meisten Probleme bereiten.
Statt einer theoretischen Behandlung der russischen Syntax fügt Ludolf seiner Grammatik gut 40 Seiten gebräuchlicher Sätze und Redewendungen bei, die gleichzeitig den Benutzer seines Buches mit alltäglichen Gesprächen und mit dem russischen Leben vertraut machen sollen – also quasi ein Sprachführer. Der Aufbau ist meist dialogisch, ab und zu finden sich auch einzelne Sätze. Die Dialoge sind stets zweisprachig russisch und lateinisch, für die ersten sechs Abschnitte gibt Ludolf in der Fußnote die deutschen Übersetzungen an.